# Petro Dode
Petro Dode (* 1924 in Erseka) ist ein ehemaliger albanischer Politiker der Partei der Arbeit Albaniens (PPSh).

## Biografie
Dode war als Parteifunktionär im Wirtschaftssektor tätig und verfasste auch Fachbücher zu parteipolitischen Themen wie 20 vjet Shqipëri socialiste (1964) und ökonomischen Fragen der Planwirtschaft wie Revizionizmi jugosllav dhe pasojat e tij në ekonominë bujqësore të Jugosllavise (1962) und Probleme të planifikimit dhe zhvillimit të ekonomisë bujqësore në R.P.Sh. (1965).
Daneben war er unter anderem zunächst Kandidat des Zentralkomitees (ZK) der PPSh.
1966 wurde er erstmals zum Abgeordneten der Volksversammlung (Kuvendi Popullor) gewählt und gehörte dieser von der sechsten bis zum Ende der elften Wahlperiode 1991 an.
Nach der Entmachtung von Abdyl Këllezi wurde er am 1. September 1975 dessen Nachfolger als Stellvertretender Vorsitzender des Ministerrates und war damit bis zum 14. Januar 1982 einer der Stellvertreter von Ministerpräsident Mehmet Shehu. Zugleich wurde er am 1. September 1975
Nachfolger von Këllezi als Vorsitzender der Staatlichen Planungskommission und hatte diese Funktion auch unter Adil Çarçani, Shehus Nachfolger als Ministerpräsident, bis zum 23. November 1982.
Am 19. Februar 1987 wurde er als Nachfolger von Pali Miska Präsident der Volksversammlung. Er hatte diese Position bis zum 15. April 1991 inne und war damit letzter Parlamentspräsident der Volksrepublik Albanien.